# Mato Neretljak
Mato Neretljak (født 3. juni 1979) er en tidligere kroatisk fodboldspiller.

## Kroatiens fodboldlandshold
| Kroatiens landshold | Kroatiens landshold | Kroatiens landshold |
| År                  | Kmp                 | Mål                 |
| ------------------- | ------------------- | ------------------- |
| 2001                | 1                   | 0                   |
| 2002                | 0                   | 0                   |
| 2003                | 1                   | 0                   |
| 2004                | 5                   | 1                   |
| 2005                | 1                   | 0                   |
| 2006                | 2                   | 0                   |
| Total               | 10                  | 1                   |